# 矢吹俊郎
矢吹 俊郎（やぶき としろう、1961年12月22日 - ）は、日本の音楽プロデューサー、ギタリスト、キーボーディスト、ソングライター、編曲家、会社役員。音楽制作会社・P.M CREATORSの社長。YVS RECORDSの取締役。

## 来歴・人物

### 概略
- 1980年代後半にWinkや松本伊代のバンドでギターを務めていた。そこでキーボードを務めていた大平勉と共に、90年代以降の作曲活動を広げていくことになる。

- 前述の大平の紹介で、大平の学生時代からの友人であるギタリスト・渡辺格と出会い、矢吹が後にプロデュースする奥井雅美、水樹奈々のバンドのギターを渡辺格に委ねることになる。矢吹は矢沢永吉フリークであり、両者のライブにあるタオルパフォーマンスはこれに影響している。

- 1995年後半から2001年まで奥井雅美のプロデュースを担当。2002年より声優・水樹奈々の音楽プロデューサーを務めるが、2022年以降はライブの映像ソフトやパンフレットなどに掲載されているスタッフクレジットに名前が記載されていない。

- 大のゴルフ好きであり、水樹のバンドメンバーである渡辺や坂本竜太を誘ってたびたび打ちっぱなしへ行っている。ライブリハーサルでは、スイングの練習をする姿が見られる。

- 漫画家のやくみつるに似ていると言われており、本人もそれを気に入ってるようで、ライブDVD『NANA MIZUKI LIVE FORMULA at SAITAMA SUPER ARENA』の特典映像「チェリーボーイズ座談会」で自らそれをネタにし、メンバーの笑いを誘った。

- アニメの音楽では矢吹俊郎、大平勉、本間昭光でVinkを結成し活躍した[1]。Vinkでは『万能文化猫娘』『スレイヤーズ』の音楽や林原めぐみの初期の楽曲のアレンジを担当する。また矢吹俊郎単独ではPlayStationのゲームソフト『超光速グランドール』の音楽。大平勉とのコンビで『女神天国』の音楽などがある。また奥井雅美休養時期にはPAROME名義で『セイバーマリオネット』シリーズの音楽を担当している。

- 水樹奈々プロデュース前にはライブなどでコーラス、ダンスで参加した津田和恵をプロデュースしたり、『エイケン萌える音楽室』のキャラクターソングのプロデュースを担当した。PlayStation 2のゲームソフト『SAKURA 〜雪月華〜』の草薙小雪（堀江由衣）への楽曲提供などもしている。

- 1999年には自身のスタジオにPro Toolsを導入し楽曲制作を開始。これにより楽曲制作にかかる時間とコストを同時に削減することに成功した。楽曲は打ち込みサウンドが中心であるものが多い。

- 木梨憲武やcherry boysメンバーで構成されるR&Bユニットあじさいにも参加している。木梨憲武とは中学時代の同級生であり、木梨の友人とは矢吹もなぜか仲良くなるという。『木梨ガイド・週末の達人』（フジテレビ）では、渡辺格と共にギター演奏を担当した。プロデュース業が中心となった現在において、ギターを弾く矢吹の姿が見られる貴重なものである。なお、ライブなどで実際に演奏する際には、矢吹が使用するギターはMusic Man のスティーヴ・ルカサーのシグニチャーモデル（LUKE ルカサーの直筆サイン入り）であることが多い。

- 奥井時代はラジオ『OVER THE END』（後に『TURNING POINT』に変更）でパーソナリティを務めた。写真などでは怖い印象を受けるが、ラジオなどではとても気さくな一面を見せ、水樹のライブDVDのリハーサル風景でもたびたび登場しコミカルな動きで場を和ませている。

### 曲作りに関して
- アニメソング中心のプロデュースをしていたが積極的にロックを取り入れている。基本的にはAORを大事にしたサウンド作りを行っている。プロデュース全盛期と違い近年は楽曲提供自体がほぼないため、生の楽器を用いてじっくりサウンド製作をする傾向にある。

- 奥井・水樹プロデュース時のギターソロは矢吹本人に加え、北島健二や渡辺格、若林剛太などが担当していた。矢吹がギターソロを演奏する場合、テクニックよりも楽曲を引き立てるギタープレイをすることが多い。なお、矢吹が編曲を担当する際のギターとキーボードは、ほぼ本人が演奏している。ギターソロ以外の間奏では藤陵雅裕のサックスソロプレイなどを用いることが多い。

- バックコーラスを非常に多用しており、サビの部分では厚いコーラスを重ねる傾向がある。コーラスは奥井プロデュース時代は主に副田研二や田中耕作、松岡奈緒美を起用し、水樹プロデュースでは奥井時代に引き続き田中、奥井雅美、近藤美香、高橋聡美などを起用した。奥井の4thアルバム収録「BIG-3」「Eve」、シングル「Never die」「OVER THE END」では自らもコーラスとして参加している。
- 基本的にプロデュース業が中心であるため、楽曲の作詞・作曲・編曲およびライブの演出などがメインであるが、ギタリストとしてプロデュースをしていない他のアーティストの楽曲にゲスト参加することもあった。MINMIの『The Perfect Vision』のギターは矢吹によるものである。

### 奥井雅美プロデュース
- 奥井プロデュース時はハイペースでシングルをリリースした。パターンとしては奥井が作詞・コーラス、矢吹が作曲・編曲を手掛ける楽曲が多い。また、奥井のアルバムタイトルで独特のネーミングはプロデューサーである矢吹が名付けていた。

- プロデュースは順調だったが、前出のPro Tools導入が奥井と矢吹の音楽観の相違を決定的にしてしまった。最終的には半ば喧嘩別れ的に奥井のプロデュースを終了することとなる[2]。この後、奥井と矢吹が一緒に仕事をし、クレジット表記として二人の名前が登場するのは、2003年にリリースされた水樹奈々の『New Sensation』まで無い。

- プロデュース末期はスティーヴ・ルカサー、ビリー・シーンなどの海外有名ミュージシャンを起用していた。『TURNING POINT』のレコーディング時に、ルカサー本人にサインをしてもらったギターを今でも愛用している。

### 水樹奈々プロデュース
- 矢吹が最初に提供した楽曲は、1stアルバム『supersonic girl』収録の「TRANSMIGRATION」。この曲では水樹に『ノドから血が出るまで歌え』『全然だめ、ビートが全く感じられない』など厳しい指導をしたことが、水樹の自叙伝『深愛』にて語られている。この次のアルバム『MAGIC ATTRACTION』からアルバムプロデュースを矢吹が担当。

- 水樹プロデュースは2002年にリリースされた『POWER GATE』から本格的にスタートした。2003年の『still in the groove』までのシングルでは作詞・作曲・編曲を担当したが、このシングル以降、2007年の『MASSIVE WONDERS』までシングル表題曲は担当していない。

- 矢吹は水樹のコンサートプロデュースも担当している。リハーサル映像等では、水樹やバンドメンバーに指導している姿が見られる。

- 楽曲製作では作詞も担当した。『POWER GATE』や『New Sensation』などの応援ソングから『STAND』等の失恋ソング、『少年』などの回顧ソングまで幅広い作詞センスを見せている。また、水樹出演のアニメ『魔法少女リリカルなのは』の挿入歌『Take a shot』や、その劇場版挿入歌である『Don't be long』など、作品の世界観やキャラクターの心情を意識した作詞も可能としている。水樹は矢吹の詞を『どこか世間を風刺をしているところがあったり、皮肉ってるところがある。それがとても身に染みて好き』ということを『NANA MIZUKI LIVE DIAMOND×FEVER』オーディオコメンタリー（以下OC）で語っている。

- キングレコードのプロデューサー三嶋章夫によると、7thアルバム『ULTIMATE DIAMOND』収録の『少年』がスタッフ間で特に好評であることが『NANA MIZUKI LIVE DIAMOND×FEVER』OCで語られており、また仮歌が木梨憲武によって入れられている節も語られている。三嶋自身お気に入りの一曲であり、DIAMONDのリハーサルでは自らマイクを持って歌い、『LIVE GAMES BLUE STAGE』OCでは矢吹の歌詞についての話になった時、一番に名前を出すなどお気に入りの様子が窺える。

- 水樹の5thアルバム『HYBRID UNIVERSE』では矢吹のアルバム新曲が1曲のみであった。6th『GREAT ACTIVITY』、7th『ULTIMATE DIAMOND』でもアルバム新曲は1曲のみで、8th『IMPACT EXCITER』ではついにアルバム新曲なしとなった。これは矢吹が本格的に水樹の音楽プロデュースを始めて以来初めての出来事である。

- ライブDVDのメイキング映像、水樹が音楽番組出演時にギターとして出演する時など以外はあまり姿を見ることが出来ないが、『NANA MIZUKI LIVE FORMULA at SAITAMA SUPER ARENA』では自らもチェリーボーイズの一員としてライブ出演し、特典映像である「チェリーボーイズ座談会」では鋭いツッコミとボケで場を笑わせている。

- 2004年以降、矢吹の楽曲提供は減ってしまったが、上記のライブプロデュース等で現在も水樹を縁の下から支えている。幼少時から演歌の歌唱法が身についていた水樹を徹底的に矯正し、ポップス＆ロックの歌唱法を伝授した。そういった経緯から、水樹は矢吹を師匠的存在と言っている。
- 2020年、水樹の歌手活動20周年記念ツアー『NANA MIZUKI LIVE RUNNER 2020』が開催される予定であったが、新型コロナウイルスの影響でツアーは全公演中止となり、2022年に振替公演が開催された際には矢吹の姿はなかった。矢吹による水樹のライブプロデュースは、事実上『NANA MIZUKI LIVE EXPRESS 2019』をもって終了となった。

## 楽曲提供
（※） 奥井雅美・水樹奈々は多数あるのでここでは割愛
- 飯塚雅弓
「ONE WAY TRUE LOVE」 作詞：松葉美保、作曲・編曲：矢吹俊郎
- 井上和彦
「RISKY GAME」 作詞：松葉美保、作曲：大平勉、編曲：矢吹俊郎
- 岩男潤子
「BUD GIRLの独白」 作詞：松葉美保、作曲・編曲：矢吹俊郎
「そっと誓う瞬間」 作詞：奥井雅美、作曲・編曲：矢吹俊郎
「グラン星の数え唄」 作詞：なかだゆうこ、作曲・編曲：矢吹俊郎
- 大城美和
「あなたを信じてる」 作詞：有森聡美、作曲・編曲：矢吹俊郎
- 小西寛子
「聞いてよダイヤリー」 作詞：松葉美保、作曲：矢吹俊郎・木下真弓、編曲：矢吹俊郎
- 子安武人
「栗ひろい」 作詞：花形美剣と愉快な仲間達、作曲：奥井雅美、編曲：矢吹俊郎
「いよかん」 作詞：花形美剣と愉快な仲間達2、作曲：奥井雅美、編曲：矢吹俊郎
- SAYUMI
「LOOKIN' FOR LOVE」 作詞：松葉美保、作曲：五島翔、編曲：矢吹俊郎
「MIDNIGHT SECRET」 作詞：松葉美保、作曲・編曲：矢吹俊郎
- 下川みくに
「KOHAKU」 作詞：奥井雅美、作曲・編曲：矢吹俊郎
- SPYKE
「TIGHT-BREAK」 作詞：柴田浩之・倉増啓、作曲：森川浩憲、編曲：矢吹俊郎
「クロゼットフリーク」 作詞：柴田浩之・倉増啓、作曲：森川浩憲、編曲：矢吹俊郎
「EVE」 作詞：柴田浩之・倉増啓、作曲：森川浩憲、編曲：矢吹俊郎
「Before Lies」 作詞：柴田浩之・倉増啓、作曲：森川浩憲、編曲：矢吹俊郎
「Breath」 作詞：柴田浩之・倉増啓、作曲：森川浩憲、編曲：矢吹俊郎
- 高橋洋子
「ピチカート」 作詞：高橋洋子、作曲：矢吹俊郎、編曲：PAROME
- 津田和恵
「immediate action」 作詞：矢吹俊郎・津田和恵、作曲・編曲：矢吹俊郎
「傷跡」 作詞：矢吹俊郎・津田和恵、作曲・編曲：矢吹俊郎
- 飛田展男
「乱舞」 作詞・作曲：奥井雅美、編曲：矢吹俊郎
- nayuta
「Bring up...LOVE」 作詞・作曲・編曲：矢吹俊郎
- 博衣こより
「New Journey」作詞：矢吹俊郎、作曲・編曲：矢吹俊郎、大平勉
- 林原めぐみ
「FAI・FAI・TU!」 作詞・作曲：伊藤千夏、編曲：矢吹俊郎
「街へ出よう」 作詞・作曲：伊藤千夏、編曲：矢吹俊郎
「Successful Mission」 作詞：MEGUMI、作曲：佐藤英敏、編曲：矢吹俊郎
「hesitation」 作詞：MEGUMI、作曲・編曲：矢吹俊郎
「砂時計」作詞：MEGUMI、作曲・編曲：矢吹俊郎
- 林原めぐみ・奥井雅美
「KUJIKENAIKARA!」 作詞：有森聡美、作曲：奥井雅美、編曲：矢吹俊郎
- 林原めぐみ・鈴木真仁
「乙女の祈り」 作詞：渡部高志、作曲：奥井雅美、編曲：矢吹俊郎
- 林原めぐみ・古本新之輔
「What's Up Guys?」 作詞：松葉美保、作曲：五島翔・矢吹俊郎、編曲：矢吹俊郎
- 林原めぐみ・水谷優子（Drink）
「奪って 奪われ 奪いたい」 作詞：有森聡美、作曲：五島翔、編曲：矢吹俊郎
- 林原めぐみ・水谷優子・天野由梨・松井菜桜子・永堀美穂（電脳少女歌劇団）
「友達になろう」 作詞：有森聡美、作曲：五島翔、編曲：矢吹俊郎
- 柊美冬
「雨のFar away」 作詞：有森聡美、作曲：奥井雅美、編曲：矢吹俊郎
- 堀江由衣
「桜見る運命」 作詞：有森聡美、作曲・編曲：矢吹俊郎
- 松本保典
「嘘のないゲーム～SET ME FREE～」 作詞：松葉美保、作曲：矢吹俊郎、編曲：今泉洋
- 水谷優子
「あなたじゃなきゃだめなのに」 作詞・作曲：伊藤千夏、編曲：矢吹俊郎
- 魔法使い隊
「背伸びをしてFollow You」 作詞：松葉美保、作曲・編曲：矢吹俊郎
- KANA
「恋のカタチ」 作詞・作曲・編曲：矢吹俊郎
- 純烈
「たった2秒の恋」 作詞・作曲:所ジョージ、編曲：矢吹俊郎
- 新浜レオン
「奇跡を信じよう」 作詞・作曲:矢吹俊郎、編曲：矢吹俊郎・中村修司